# دفاع فرانسوی
دفاع فرانسوی یکی از گشایش‌های بازی شطرنج است که با حرکت‌های‎ 1. e4 e6 ‏در شروع بازی آغاز می‌شود.
دفاع فرانسوی از مهمترین گشایش‌های نیمه باز است و به یک روش کاملاً پوزیسیونی برای سیاه شهرت دارد که معمولاً به بازی‌هایی پیچیده منجر می‌شود. در دفاع فرانسوی سیاه معمولاً در جناح وزیر وضعیت بهتری یافته و سفید در جناح شاه امکانات بیشتری دارد.

## تاریخچه
این شاخه گشایشی اولین بار در اثری از لوسنا در سال ۱۴۹۷ میلادی بررسی شده است. این نام پس از بازی‌های سال ۱۸۳۴ شطرنج‌بازان پاریس و لندن به این گشایش داده شد. شطرنج‌بازان پاریس در این رویارویی عمدتاً در پاسخ به e۴ از e۶ استفاده می‌کردند. در ۱۸۴۲ یانیش شطرنج‌باز روس تحلیل‌های گسترده‌ای را در مورد دفاع فرانسوی به انتشار رساند. با این حال دفاع فرانسوی تا ابتدای قرن بیستم محبوبیت چندانی نداشت. ویلهلم اشتینیتس نخستین قهرمان رسمی شطرنج جهان گفته بود: «من در تمام عمرم هرگز دفاع فرانسوی را بازی نکرده‌ام چرا که کندترین شروع بازی است» و ریچارد رتی شطرنج‌باز چک، دفاع فرانسوی را در کنار گامبی وزیر دو گشایشی معرفی می‌کرد که بازیکنان تازه‌کار باید از آن پرهیز کنند.
امروزه دفاع فرانسوی به یکی از محبوب‌ترین شروع بازی‌ها تبدیل شده‌است. بررسی‌های مگادیتابیس بازی‌های شطرنج نشان می‌دهد که در سال ۲۰۰۶ e۶ دومین پاسخ معمول سفید به e۴ و دومین شاخه گشایشی محبوب پس از سیسیلی بوده است.
میخائیل بتوینیک، کورچنوی، نیمزوویچ، پتروسیان مهمترین بازیکنانی هستند که به طور مداوم از دفاع فرانسوی استفاده کرده‌اند. در سال‌های اخیر هم استادانی چون میخائیل گورویچ، یوگنی باریف، الکسی دریف، الکساندر خالیفمن، الکساندر موروزویچ، نایجل شورت و تیمور رجبوف از این گشایش بهره برده‌اند.

## کدهای دانشنامه گشایش‌های شطرنج
کد شاخه‌های مختلف دفاع فرانسوی بر اساس طبقه‌بندی دانشنامه گشایش‌های شطرنج از C۰۰ تا C۱۹ هستند.

## بازی‌های معروف
- Capablanca–Maróczy, Lake Hopatcong 1926
- Mikhail Gurevich-Short, Manila 1990
- Steinitz-McCutcheon, New York simul 1885